# Montasio

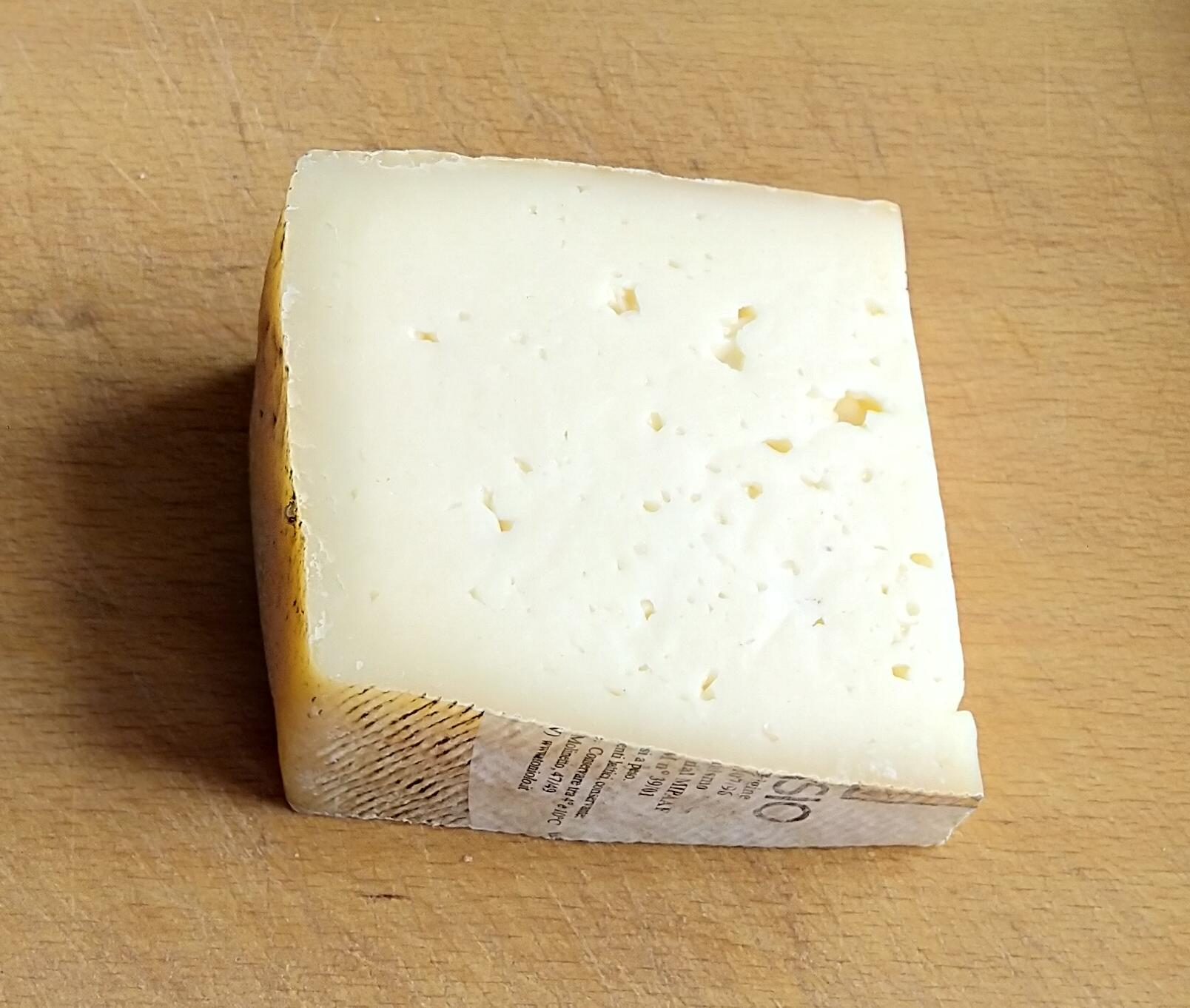
Aufgeschnittener Montasio

Montasio ist ein italienischer Hartkäse und seit 1996 eine geschützte Ursprungsbezeichnung.

## Herkunft
Montasio wird in der gesamten Region Friaul-Julisch Venetien sowie in der Region Venetien hergestellt, dort in den Provinzen Belluno und Treviso sowie in Teilen der Provinzen Padua und Venedig. Die dort hauptsächlich gehaltenen Rinderrassen sind Bruno Alpina, Pezzata Rossa Italiana und Pezzata Nera sowie ihre Kreuzungen.

## Merkmale
Montasio ist ein runder Käse mit einer Randhöhe von maximal 8 cm, einem Durchmesser von 27 bis 35 cm und einem Gewicht zwischen 5,5 und 8 kg. Seine Rinde ist glatt, elastisch und gleichmäßig. Als Tafelkäse besitzt er einen kompakten Teig mit geringer Lochung und hat eine natürliche, leicht strohgelbe Farbe. Als Reibkäse ist er bröckelig und strohfarben; er hat wenige und sehr kleine Löcher. Der maximale Feuchtigkeitsgehalt beträgt 36,72 %;  der Fettgehalt in der Trockenmasse mindestens 40 %.

## Herstellung

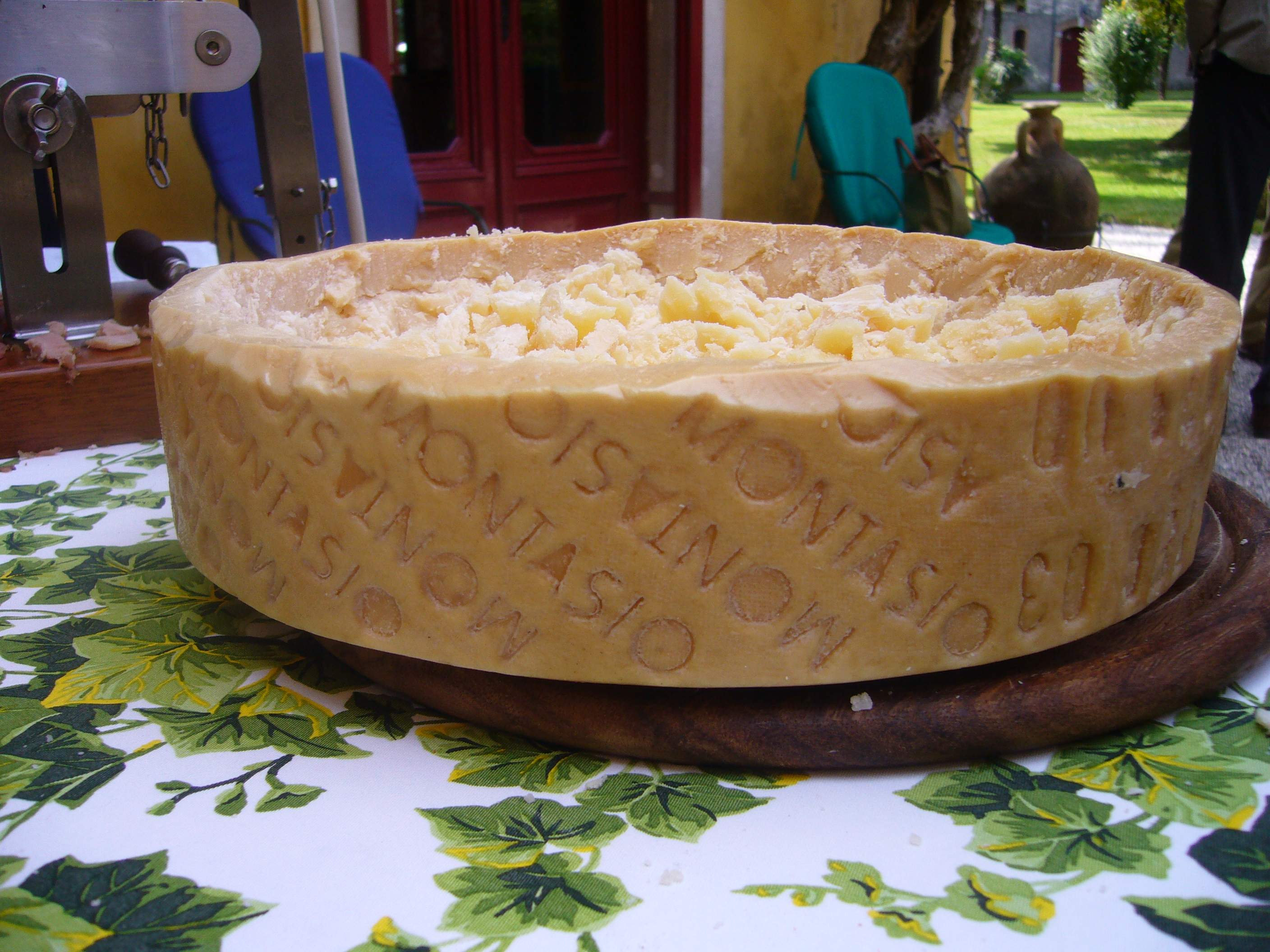
Montasio

Montasio wird ausschließlich aus Kuhrohmilch, die aus maximal vier Melkungen stammt, hergestellt. Die Milch gerinnt durch Lab, und der Bruch wird unter Rühren ein weiteres Mal erwärmt. Nach dem Formen und Pressen werden die Laibe trocken oder in einer Lake gesalzen. Sie reifen bei 8 °C an den ersten 30 Tagen und danach bei höheren Temperaturen. Die Portionierung des Käses ist nur bei einer Reifung von mindestens 60 Tagen erlaubt. Als Tafelkäse reift er 2 bis 5 Monate, als Reibkäse mindestens 12 Monate.

## Aroma
Der Montasio ist im Geschmack aromatisch und würzig. Mit fortgeschrittener Reifung schmeckt er kräftiger. Sein Fettgehalt beträgt 40 % Fett i. Tr.

## Verwendung
Jung wird der Montasio zu Brot gegessen. Der Gereifte wird vorwiegend zum Überbacken verwendet.